# Stephanorrhina
Genre

Stephanorrhina est un genre d'insectes coléoptères de la famille des Scarabaeidae, de la sous-famille des Cetoniinae et de la tribu des Goliathini.

## Description
Les couleurs de base des espèces appartenant à ce genre varient du rouge pourpre au vert clair, avec généralement des taches blanches sur les élytres. Les espèces peuvent atteindre 25 mm de longueur. Les mâles possèdent deux petites et deux grandes cornes (dimorphisme). Le cycle vital du stade de l'œuf à celui de l'imago prend de six à huit mois, dont deux à quatre mois pour le stade du cocon.

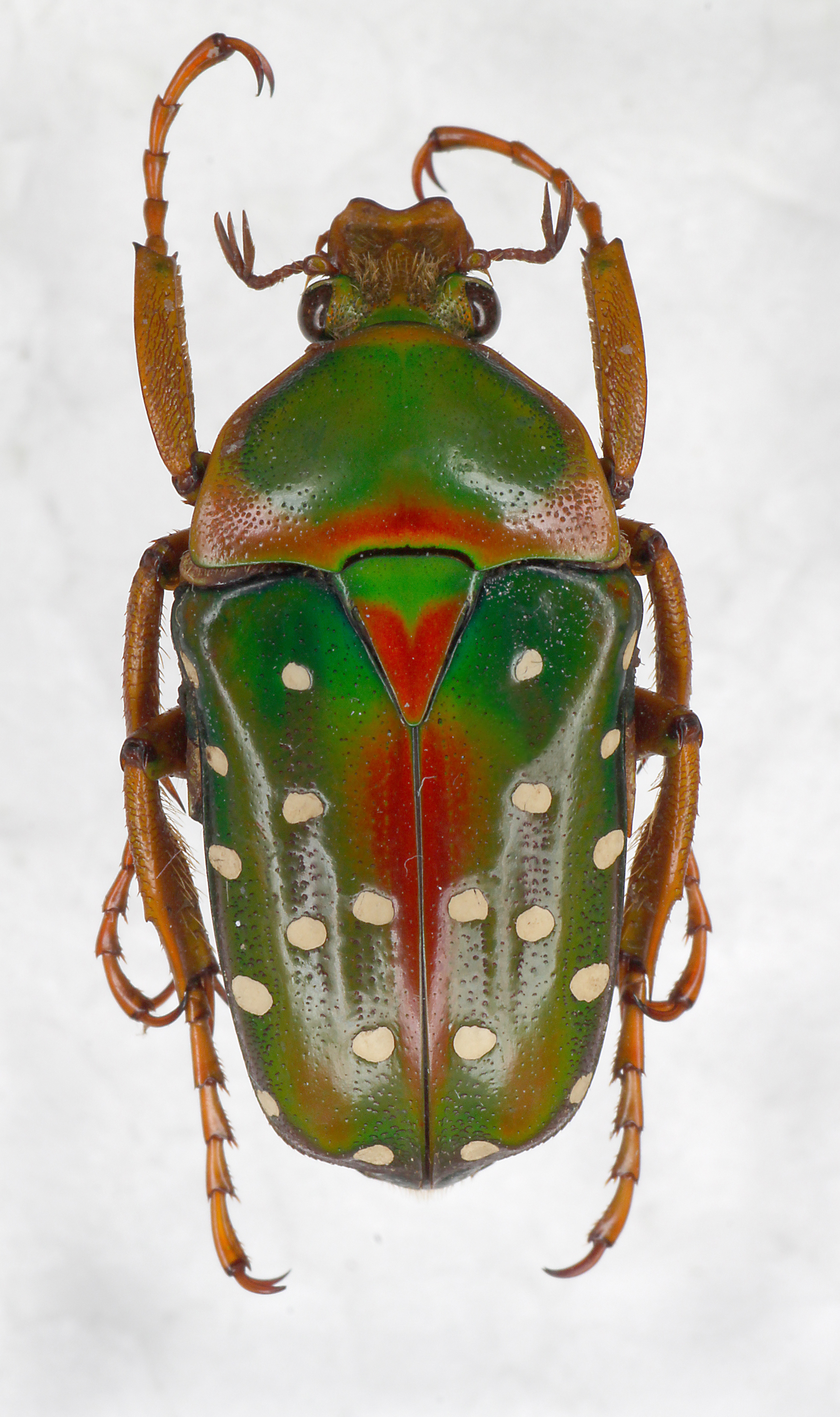
Stephanorrhina guttata

## Distribution
Ces scarabées africains sont présents au Malawi, en Tanzanie, au Kenya, en Ouganda, au sud-ouest de l'Éthiopie et au Cameroun.

## Liste des sous-genres et espèces
Selon Catalogue of Life (4 juin 2025) :
- Sous-genre Stephanorrhina (Aphelorrhina)
  - Stephanorrhina bella (Waterhouse, 1879)
  - Stephanorrhina haroldi Kolbe, 1892
  - Stephanorrhina neumanni Kolbe, 1897
  - Stephanorrhina simillima (Westwood, 1842)
  - Stephanorrhina tibialis (Waterhouse, 1879)
- Sous-genre Stephanorrhina (Stephanorrhina)
  - Stephanorrhina adelpha Kolbe, 1897
  - Stephanorrhina colini Schürhoff, 1942
  - Stephanorrhina guttata (Olivier, 1789)
  - Stephanorrhina isabellae Allard, 1990
  - Stephanorrhina julia (Waterhouse, 1879)
  - Stephanorrhina princeps (Oberthür, 1880)
  - Stephanorrhina simplex Péringuey, 1907